# Doronicum hungaricum
Doronic de Hongrie
Espèce
Classification phylogénétique
Doronicum hungaricum (ou doronic de Hongrie) est une espèce de plante à fleurs appartenant au genre Doronicum et à la famille des Astéracées (ou Composées).
C'est une plante bisannuelle ou vivace.